# Adnane Abid
Adnane Abid (Verviers, 23 augustus 2003) is een Belgisch voetballer die sinds augustus 2024 uitkwam voor Patro Eisden Maasmechelen. Na het seizoen 2024-2025 in Eerste klasse B (voetbal België) tekende hij een contract bij Standard Luik.

## Carrière
Abid speelde tot 2017 voor de jeugd van KAS Eupen, waarna hij de overstap maakte naar de jeugd van KRC Genk. Daarvoor had hij ook bij Andrimont gevoetbald. Na drie seizoenen maakte Abid de overstap naar de beloftenploeg van Genk. In het seizoen 2021/22 was Abid met de U19 actief in de UEFA Youth League. Hij wist indruk te maken en te scoren in de wedstrijden tegen 1. FC Köln en Chelsea FC.
Na afloop van het seizoen 2021/22 raakte bekend dat Abid samen met Bilal El Khannous de overstap mocht maken naar de A-kern van Genk. Het contract van Abid werd ook opengebroken tot juni 2025. In de voorbereiding van het seizoen 2022/23 sloeg het noodlot echter toe: Abid scheurde zijn kruisbanden, waardoor hij minstens acht maanden buiten strijd zou zijn. Op 31 maart 2023 maakte Abid zijn wederoptreden bij Jong Genk, het beloftenelftal van Genk dat dat seizoen zijn intrede had gemaakt in Eerste klasse B: in de competitiewedstrijd tegen FCV Dender EH mocht hij op het uur invallen voor Luca Oyen, die in deze wedstrijd eveneens z'n comeback had gemaakt na een maandenlange blessure.
Abid speelde in het seizoen 2023/24 negentien competitiewestrijden voor Jong Genk, waarin hij eenmaal scoorde. Nog voor het einde van het seizoen raakte bekend dat het contract van Abid, die na de jaarwisseling nog nauwelijks aan spelen toekwam onder trainer Jelle Coen, niet verlengd zou worden. Abid zette daarop z'n carrière verder bij Patro Eisden Maasmechelen, waar hij een tweejarig contract met optie ondertekende.In juni 2025 koos hij voor de Rouches.

## Clubstatistieken
| Seizoen         | Club            | Land            | Competitie      | Competitie | Competitie | Beker | Beker | Supercup | Supercup | Europees | Europees | Totaal | Totaal |
| Seizoen         | Club            | Land            | Competitie      | Wed.       | Dlp.       | Wed.  | Dlp.  | Wed.     | Dlp.     | Wed.     | Dlp.     | Wed.   | Dlp.   |
| --------------- | --------------- | --------------- | --------------- | ---------- | ---------- | ----- | ----- | -------- | -------- | -------- | -------- | ------ | ------ |
| 2022/23         | Jong Genk       | Vlag van België | Eerste klasse B | 6          | 0          | —     | —     | —        | —        | —        | —        | 6      | 0      |
| 2023/24         | Jong Genk       | Vlag van België | Eerste klasse B | 19         | 1          | —     | —     | —        | —        | —        | —        | 19     | 1      |
| 2024/25         | Patro Eisden    | Vlag van België | Eerste klasse B | 1          | 0          | 0     | 0     | —        | —        | —        | —        | 36     | 8      |
| Carrière totaal | Carrière totaal | Carrière totaal | Carrière totaal | 26         | 1          | 0     | 0     | 0        | 0        | 0        | 0        | 26     | 1      |

Bijgewerkt op 18 augustus 2024.